# Rémi Garde
Rémi Garde (L'Arbresle, 3 aprile 1966) è un allenatore di calcio ed ex calciatore francese, di ruolo difensore.

## Carriera
Rémi è un ex calciatore francese militante, durante la sua carriera, nel Lione, nello Strasburgo e nell'Arsenal. Si è ritirato nel 1999. Nel 2010 lavora come direttore del centro di allenamento dell'Olympique Lyon. Alcuni mesi dopo, il 22 giugno 2011 viene nominato allenatore dell'Olympique Lione. Nel suo debutto come allenatore in Ligue 1 (stagione 2011-2012) porta la squadra lionese al quarto posto e a vincere la Coppa di Francia il che li valse la riconferma. Il 25 maggio 2012 rinnova il proprio contratto fino al 2014. Nella stagione 2012-2013 il Lione termina terzo in classifica e in Coppa non riuscì a confermarsi campione.Al termine del campionato 2013-2014 viene sollevato dall'incarico.
Il 3 novembre 2015 subentra sulla panchina dell'Aston Villa nel campionato inglese, venendo poi esonerato il 29 marzo 2016.

## Statistiche

### Calciatore

#### Cronologia presenze e reti in nazionale
| Cronologia completa delle presenze e delle reti in nazionale ― Francia | Cronologia completa delle presenze e delle reti in nazionale ― Francia | Cronologia completa delle presenze e delle reti in nazionale ― Francia | Cronologia completa delle presenze e delle reti in nazionale ― Francia | Cronologia completa delle presenze e delle reti in nazionale ― Francia | Cronologia completa delle presenze e delle reti in nazionale ― Francia | Cronologia completa delle presenze e delle reti in nazionale ― Francia | Cronologia completa delle presenze e delle reti in nazionale ― Francia |
| Data                                                                   | Città                                                                  | In casa                                                                | Risultato                                                              | Ospiti                                                                 | Competizione                                                           | Reti                                                                   | Note                                                                   |
| ---------------------------------------------------------------------- | ---------------------------------------------------------------------- | ---------------------------------------------------------------------- | ---------------------------------------------------------------------- | ---------------------------------------------------------------------- | ---------------------------------------------------------------------- | ---------------------------------------------------------------------- | ---------------------------------------------------------------------- |
| 21-1-1990                                                              | Al Kuwait                                                              | Kuwait                                                                 | 0 – 1                                                                  | Francia                                                                | Amichevole                                                             | -                                                                      |                                                                        |
| 24-1-1990                                                              | Al Kuwait                                                              | Francia                                                                | 3 – 0                                                                  | Germania Est                                                           | Amichevole                                                             | -                                                                      | 60’                                                                    |
| 28-2-1990                                                              | Montpellier                                                            | Francia                                                                | 2 – 1                                                                  | Germania Ovest                                                         | Amichevole                                                             | -                                                                      |                                                                        |
| 14-8-1991                                                              | Poznań                                                                 | Polonia                                                                | 1 – 5                                                                  | Francia                                                                | Amichevole                                                             | -                                                                      | 72’                                                                    |
| 12-10-1991                                                             | Siviglia                                                               | Spagna                                                                 | 1 – 2                                                                  | Francia                                                                | Qual. Euro 1992                                                        | -                                                                      | 63’                                                                    |
| 27-5-1992                                                              | Losanna                                                                | Svizzera                                                               | 2 – 1                                                                  | Francia                                                                | Amichevole                                                             | -                                                                      | 71’                                                                    |
| Totale                                                                 |                                                                        | Presenze                                                               | 6                                                                      |                                                                        | Reti                                                                   | 0                                                                      |                                                                        |

### Allenatore

#### Club
Statistiche aggiornate al 23 agosto 2019.
| Stagione               | Squadra                | Campionato             | Campionato | Campionato | Campionato | Campionato | Coppe nazionali | Coppe nazionali | Coppe nazionali | Coppe nazionali | Coppe nazionali | Coppe continentali | Coppe continentali | Coppe continentali | Coppe continentali | Coppe continentali | Altre coppe | Altre coppe | Altre coppe | Altre coppe | Altre coppe | Totale | Totale | Totale | Totale | % Vittorie | Piazzamento |
| Stagione               | Squadra                | Comp                   | G          | V          | N          | P          | Comp            | G               | V               | N               | P               | Comp               | G                  | V                  | N                  | P                  | Comp        | G           | V           | N           | P           | G      | V      | N      | P      | % Vittorie | Piazzamento |
| ---------------------- | ---------------------- | ---------------------- | ---------- | ---------- | ---------- | ---------- | --------------- | --------------- | --------------- | --------------- | --------------- | ------------------ | ------------------ | ------------------ | ------------------ | ------------------ | ----------- | ----------- | ----------- | ----------- | ----------- | ------ | ------ | ------ | ------ | ---------- | ----------- |
| 2011-2012              | O. Lione               | L1                     | 38         | 19         | 7          | 12         | CF+CdL          | 6+4             | 6+3             | 0+0             | 0+1             | UCL                | 10                 | 4                  | 3                  | 3                  | -           | -           | -           | -           | -           | 58     | 32     | 10     | 16     | 55,17      | 4º          |
| 2012-2013              | O. Lione               | L1                     | 38         | 19         | 10         | 9          | CF+CdL          | 1+1             | 0+0             | 1+0             | 0+1             | UCL                | 8                  | 5                  | 2                  | 1                  | SF          | 1           | 0           | 1           | 0           | 49     | 24     | 14     | 11     | 48,98      | 3º          |
| 2013-2014              | O. Lione               | L1                     | 38         | 17         | 10         | 11         | CF+CdL          | 3+4             | 2+3             | 0+0             | 1+1             | UCL+UEL            | 4+12               | 2+5                | 0+4                | 2+3                | -           | -           | -           | -           | -           | 61     | 29     | 14     | 18     | 47,54      | 5º          |
| Totale O. Lione        | Totale O. Lione        | Totale O. Lione        | 114        | 55         | 27         | 32         |                 | 19              | 14              | 1               | 4               |                    | 34                 | 16                 | 9                  | 9                  |             | 1           | 0           | 1           | 0           | 168    | 85     | 38     | 45     | 50,60      |             |
| nov. 2015-mar. 2016    | Aston Villa            | PL                     | 20         | 2          | 6          | 12         | FACup+CdL       | 3+0             | 1               | 1               | 1               | -                  | -                  | -                  | -                  | -                  | -           | -           | -           | -           | -           | 23     | 3      | 7      | 13     | 13,04      | Sub., Eson. |
| 2018                   | Montréal Impact        | MLS                    | 34         | 14         | 4          | 16         | CC              | 2               | 1               | 0               | 1               | -                  | -                  | -                  | -                  | -                  | -           | -           | -           | -           | -           | 36     | 15     | 4      | 17     | 41,67      | 15º         |
| gen.-ago. 2019         | Montréal Impact        | MLS                    | 27         | 10         | 4          | 13         | CC              | 4               | 3               | 1               | 0               | -                  | -                  | -                  | -                  | -                  | -           | -           | -           | -           | -           | 31     | 13     | 5      | 13     | 41,94      | Eson.       |
| Totale Montréal Impact | Totale Montréal Impact | Totale Montréal Impact | 61         | 24         | 8          | 29         |                 | 6               | 4               | 1               | 1               |                    | -                  | -                  | -                  | -                  |             | -           | -           | -           | -           | 67     | 28     | 9      | 30     | 41,79      |             |
| Totale carriera        | Totale carriera        | Totale carriera        | 195        | 81         | 41         | 73         |                 | 28              | 19              | 3               | 6               |                    | 34                 | 16                 | 9                  | 9                  |             | 1           | 0           | 1           | 0           | 258    | 116    | 54     | 88     | 44,96      |             |

## Palmarès

### Giocatore

#### Competizioni nazionali
- Campionato francese di seconda divisione: 1

O. Lione: 1988-1989
- Campionato inglese: 1

Arsenal: 1997-1998
- Coppa d'Inghilterra: 1

Arsenal: 1997-1998

#### Competizioni internazionali
- Coppa Intertoto UEFA: 1

Stasburgo: 1995

### Allenatore

#### Competizioni nazionali
- Coppa di Francia: 1

O. Lione: 2011-2012
- Supercoppa francese: 1

O. Lione: 2012